# 边际收益
經濟學上，边际收益（英語：marginal revenue）或邊際利益（marginal benefit）是再多銷售1單位的財貨將得到的投資報酬率，或目前最后卖出的一单位的产品所得到的投资回报率。
边际收益在实现利润最大化中是一个非常重要的经济量，一般认为当边际收益等于边际成本（Marginal Cost）时企业达到利润最大化。因为当边际收益等于边际成本时，如果再多销售一单位产品并不增加企业的利润。由于边际收益递减，再增加产品的销售量可能反而会使边际收益小于边际成本使企业的利润减少。

## 定义
边际收益即增加产品销售量时增加的收益，若产品销售量增量趋于零则等于收益函数的导数。

## 几何意义
“销售产品-收益”曲线的斜率。